# Línguas mesoamericanas

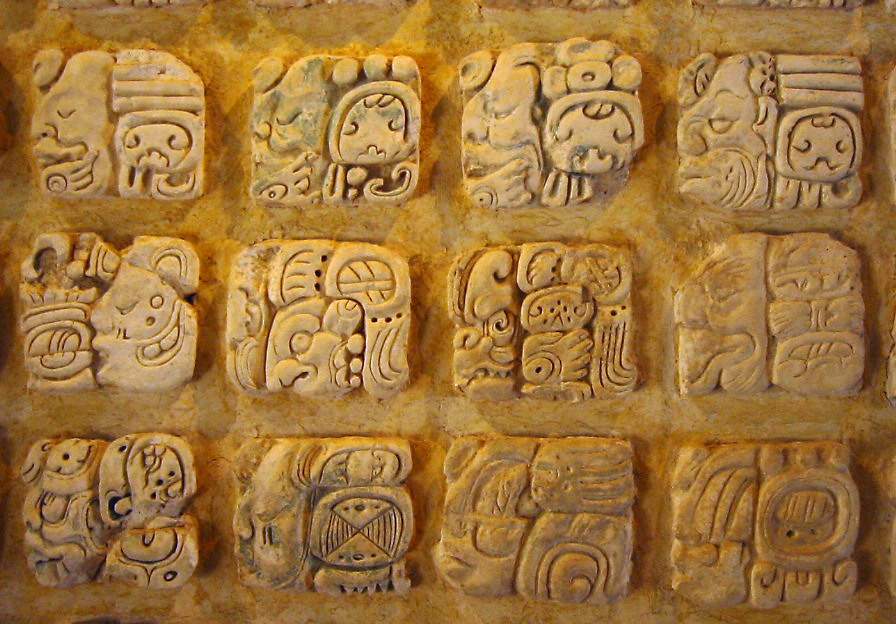
Glifos maias em estuque no museu de Palenque, México. Um exemplo de uma língua mesoamericana escrita num sistema de escrita mesoamericano.

As línguas mesoamericanas são as línguas indígenas da área cultural mesoamericana, que abrange o sul do México, a totalidade de Guatemala e Belize e partes das Honduras e El Salvador. Esta área caracteriza-se pela sua grande diversidade linguística, contendo várias centenas de línguas diferentes e 7 famílias linguísticas principais. A Mesoamérica é também uma área de grande difusão limguística, pois a interacção de longo prazo entre falantes de línguas diferentes através de vários milénios resultou na convergência de certos traços linguísticos entre várias famílias linguísticas. O sprachbund mesoamericano é geralmente designado por área linguística mesoamericana.
As línguas da Mesoamérica estiveram também entre as primeiras a desenvolver tradições de escrita independentes. Os textos mais antigos datam de aproximadamente 1000 a.C. enquanto a maioria dos textos em escritas indígenas (como os maias) datam de aproximadamente 600 - 900 d.C. Após a conquista espanhola no século XVI, e até ao século XIX, a maioria das línguas mesoamericanas era escrita com o alfabeto latino. Muitas destas línguas encontram-se actualmente em perigo de extinção ou mesmo extintas, no entanto algumas, incluindo as línguas maias, o nauatle, o mixteco e o zapoteco, têm várias centenas de milhares de falantes e permanecem assim viáveis.

## Classificação

### Uto-astecas
(Outros ramos são falados fora da Mesoamérica.)
- Corachol  •  Nayarit
  - Huichol  • 20.000 falantes nativos
  - Cora  • 15.000
- Astecas
  - Nauatles 1.380.000
    - Pochuteco — Costa de Oaxaca († EXTINTA)
    - Nauatle
      - Ocidente  • Michoacán, Durango,Guerrero
      - Oriente • Sul de Veracruz, Norte de Oaxaca, Tabasco
      - Huasteca •  Norte de Veracruz, Puebla, Hidalgo
      - Centro •  Estado do México,Morelos,  Tlaxcala, Puebla, Hidalgo

    - Pipil   Costa pacífica de Chiapas, Guatemala, El Salvador

### Otomangueanas
- Otopameano
  - Otomiano
    - Otomi •  Hidalgo, Guanajuato, N Estado do México, Querétaro  • 350.000
    - Mazahua  • Michoacán, W Estado do México  • 150.000

  - Pameano
    - Chichimeca  • Guanajuato  • 
    - Pame • San Luis Potosí, NW Hidalgo  • 4200
    - Chichimeca Jonaz

  - Matlatzinca-Ocuilteco
    - Matlazinca  • SW Estado do México  • 3.000
    - Ocuilteco
- Chinantecano (talvez mais próximo do Otopameano)
  - Chinanteco  • N Oaxaca  • 100.000
- Supanecano
  - Tlapaneco (Yopi) • Guerrero  • 44.000
  - Subtiaba • Nicarágua, El Salvador  • EXTINTA
- Mangueano (talvez mais próximo do Supanecano)
  - Chiapaneco • Chiapas  • EXTINTA
  - Chorotegano • Honduras  • EXTINTA
  - Mangue • Nicarágua  • EXTINTA
  - Nicoyano • Costa Rica  • EXTINTA
- Popolocano
  - Mazateco  •  SE Puebla, N Oaxaca  • 145.000
  - Ixcateca
  - Popolocano   •  SE Puebla, NW Oaxaca  • 37,000
  - Chocho
- Línguas zapotecas (talvez mais próximo do Popolocano)
  - Zapoteca  • Oaxaca  • 500.000
  - Chatino• SW Oaxaca  • 28.000
  - Solteca-Papabuco  •  Elotepec Oaxaca  • EXTINTA
- Mixtecas
  - Mixteco-Cuicateco
    - Mixteco  •  E Guerrero, S Puebla, W Oaxaca  • 500.000
    - Cuicateco  • NE Oaxaca  • 20.000

  - Trique• W Oaxaca  • 19.000
- Amuzgo (talvez mais próximo das Mixtecas)
  - Amuzgo  •  E Guerrero, W Oaxaca  • 20.000

### Mixe-zoqueanas
- Mixeanas
  - E & W Mixe• E Oaxaca  • 75.000
  - Oluteco& Sayulteco • S Veracruz  •  EXTINTA?
  - Tapachulteco •  SE Chiapas  • EXTINTA
- Zoqueanas
  - Zoque • Tabasco, Chiapas, E Oaxaca  • 35.000
  - Popoluca da Sierra & Popoluca de Texistepec • S Veracruz  • 25.000
  - Chimalapa

### Totonacanas
- Totonaco • Puebla, Veracruz  • 250.000
- Tepehua • Hidalgo, Veracruz  • 10.000

### Maias
- Huastecano
  - Huasteco • N Veracruz, San Luis Potosí, NE Hidalgo  • 120.000
  - Chicomucelteco • S Chiapas  • EXTINTA
- Iucatecano
  - Iucateque (• Yucatán, Campeche, Quintana Roo, Belize, N Guatemala  • 750.000
  - Mopán • N Guatemala, Belize  • 11.000
  - Itzá • N Guatemala  •  EXTINTA?
  - Lacandão • Chiapas  •  1000
- Ocidental
  - Grande Tseltalano
    - Cholano
      - Chol  •  Tabasco, Chiapas  • 135.000
      - Maia Chontal  •  Tabasco  • 55.000
      - Chorti  •  Honduras, E Guatemala  • 30.000

    - Tseltalano • Chiapas
      - Tseltal  • 215.000
      - Tsotsil  • 265.000

  - Grande Canjolabalano • NW Guatemala, Chiapas
    - Chujeano
      - Chuj  • NW Guatemala  • 50.000
      - Tojolabal  • Chiapas  • 35.000

  - Canjolabal (Q’anhob’al) • NW Guatemala
    - Solomeco  • 80.000
    - Acateco  • 60.000
    - Jacalteco  • 100.000

  - Mochó (Cotoque) • SE Chiapas
    -       - Motozintleco  •  EXTINTA?
      - Tuzanteco   •  EXTINTA?
- Oriental
  - Grande Mameano
    - Mameano
      - Mam  • W Guatemala  • 535.000
      - Tectiteco •  fronteira Chiapas-Guatemala  • 2300

    - Ixil  •  NW Guatemala
      - Ixil  • 70.000
      - Aguacateco  • 18.000

  - Grande Quicheano
    - Quichean  •  C Guatemala
      - Quiché  • 2.420.000
      - Caqchiquel  • 450.000
      - Tsutuil  • 85.000
      - Sacapulteco  • 35.000
      - Sipacapense  • 8000

    - Queqchi  • C & E Guatemala  • 420.000
    - Pocom  • C & E Guatemala
      - Pocomchi  • 90.000
      - Pocomam  • 50.000

    - Uspanteco • NW Guatemala  • 3000

### Chibchas
(outros ramos falados fora da Mesoamérica)
- Paya (Pech) • N Honduras  •  1000

### Misumalpas
- Misquito • Nicarágua  • 185.000
- Sumo  • 7000
- Matagalpa  •  EXTINTA

## Possíveis relações externas
Conforme Jolkesky (2017), existem possíveis paralelos lexicais entre a família maia e as línguas isoladas sul-americanas mosetén, paez e kunza. Também existem possíveis paralelos lexicais entre a família oto-mangueana e as famílias chocó, barbacoana, páez, sáliba-hoti, tucana e jirajarana. Além disto, há possíveis paralelos lexicais entre as famílias lencas e misumalpas com as línguas hocanas e o atacapa.